# Мост-дамба через озеро Пончартрейн

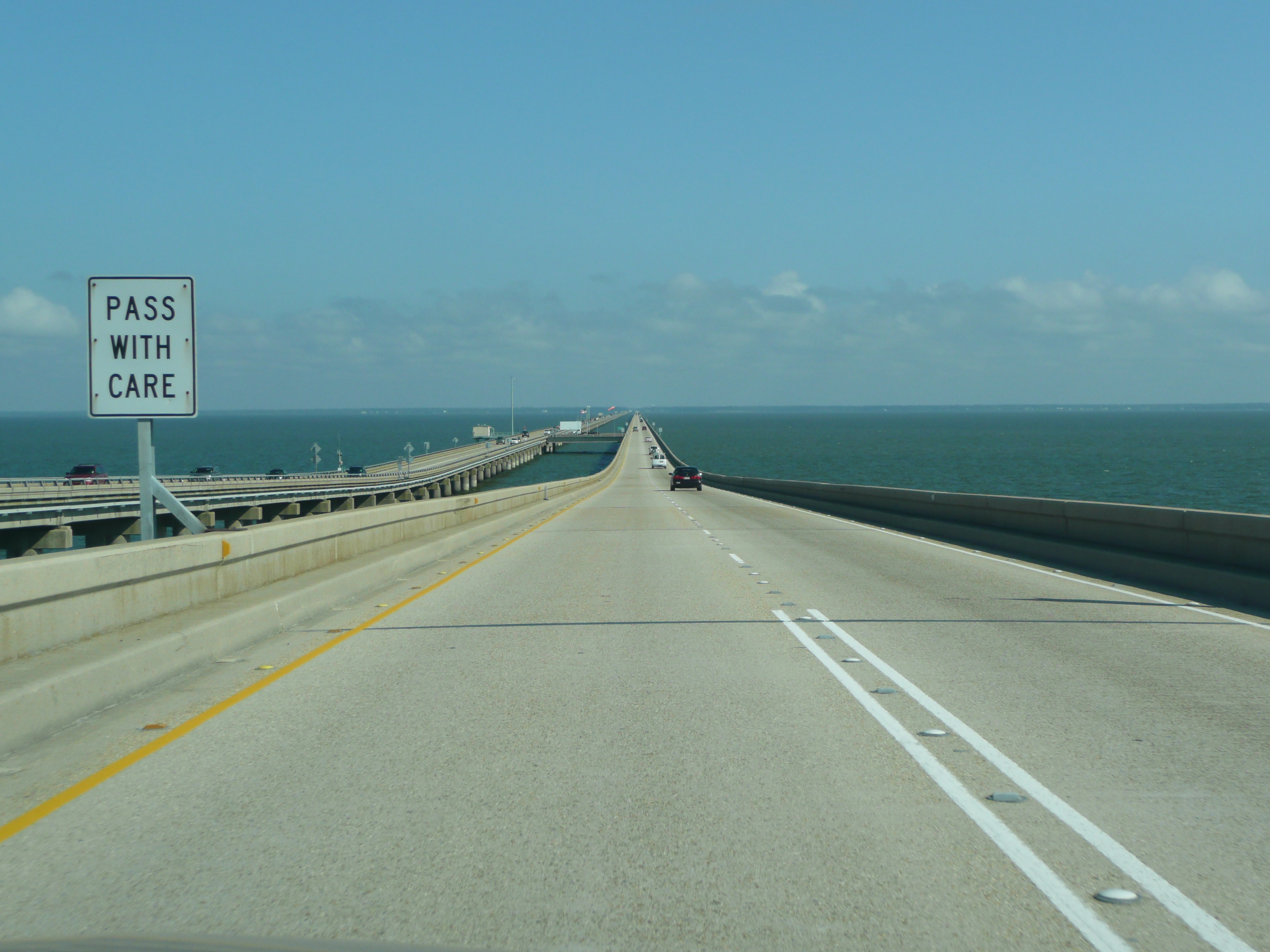
Мост-дамба через озеро Пончартрейн

Мост-да́мба через озеро Пончартрейн (англ. Lake Pontchartrain Causeway, также известный как мост между Мандевилл и Метайри или мост Пончартрейн) — десятый по длине мост (в общем) в мире и второй по длине мост через водные пространства, находится в штате Луизиана, США. Мост состоит из двух параллельных дорог, длина наибольшей из которых составляет 38,42 км (23.87 миль). Мост соединяет городки Метайри и Мандевиль, расположенные на противоположных берегах озера Пончартрейн. Мост поддерживают более 9000 бетонных свай. В 13 км (8 милях) к югу от северного побережья у мостов установлены подъёмные пролёты.

## История

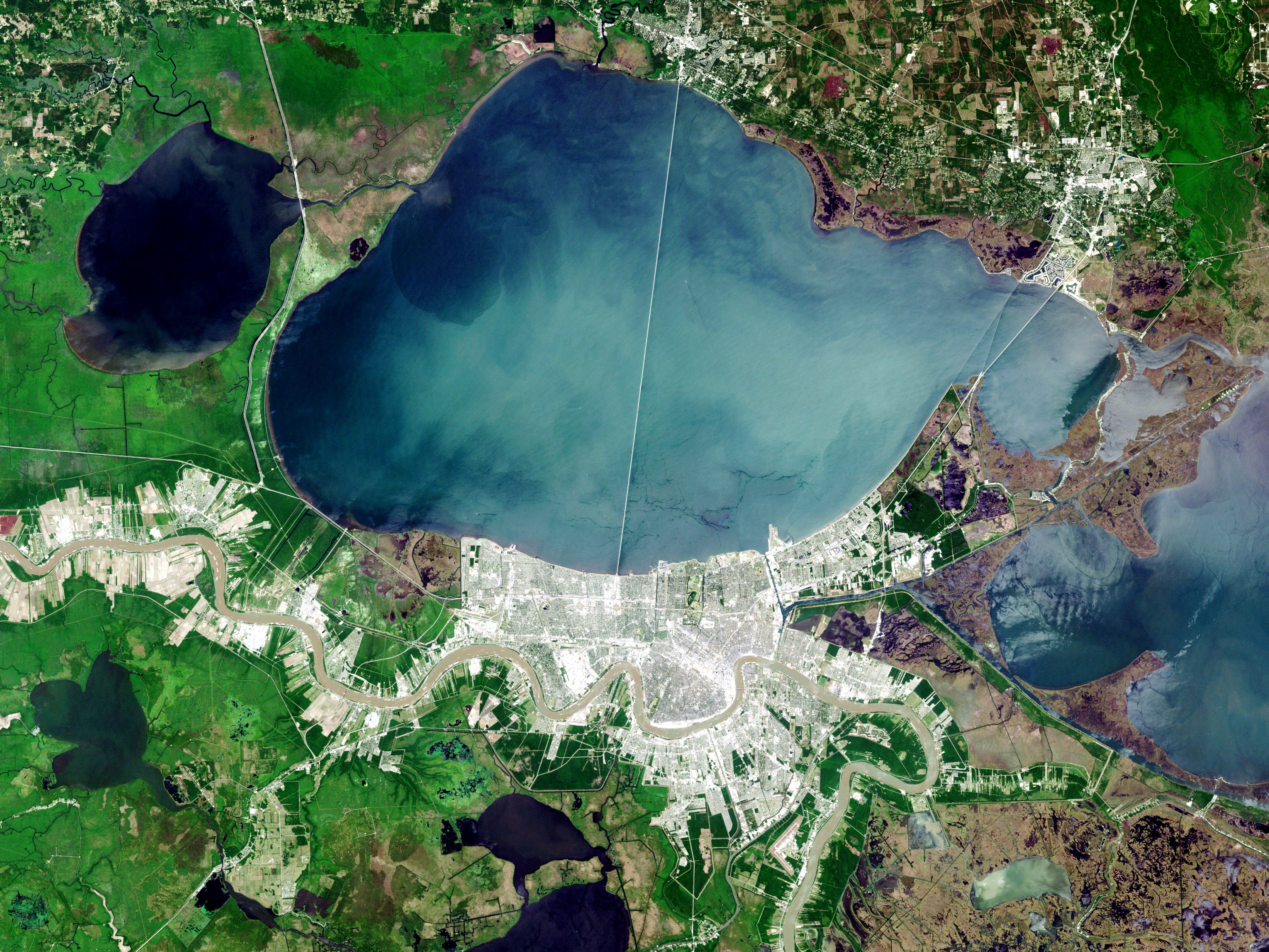
Мост на спутниковом снимке. Проходит через центральную часть озера. Слева при увеличении на перешейке виден мост над болотом Манчак, который немного короче.

Идея создания моста через озеро Пончартрейн возникла ещё в XIX веке у основателя города Мандевиля — Бернарда де Мандевиля. Он организовал паромное сообщение между северным и южным побережьем озера, которое действовало вплоть до середины 1930-х годов. В 1920-х годах было сделано предложение создать несколько искусственных островов в озере, которые бы соединялись цепочкой мостов. Финансирование строительства предполагалось частично компенсировать продажей земельных участков на этих островах. Проектирование моста в его современном виде началось в 1948 году с создания Законодательным собранием Луизианы специальной комиссии.
Первый мост был открыт для движения 30 августа 1956 года, его стоимость составила $46 млн. Параллельный ему мост был открыт 10 мая 1969 года. Он длиннее первого на 20 м (1/100 мили), а его строительство обошлось в $30 млн. Проезд по мосту через озеро Пончартрейн всегда был платным. До 1999 года плата составляла $1,5 за въезд с любого конца моста, а с 1999 года плата за въезд с северного конца была отменена. Стоимость въезда на мост с южной стороны увеличилась до $3.
Открытие моста позволило сократить время путешествия с северного побережья озера Пончартрейн до Нового Орлеана до 50 минут (до строительства для этого приходилось объезжать озера с запада или востока).
За всю свою историю (по данным 2008 года), в отличие от большинства других подобных сооружений, мост через озеро Пончартрейн никогда не был сколь-нибудь сильно повреждён стихийными бедствиями. Так, 29 августа 2005 года мост был повреждён ураганом Катрина, однако серьёзный ущерб был нанесён лишь старой неиспользуемой развязке. Благодаря этому, мост использовался как основная транспортная магистраль для спасательных команд. Для общественного и частного транспорта мост открылся вновь 19 сентября 2005 года, а плата за проезд стала вновь взиматься с середины октября.

### Происшествия
В мост через озеро Пончартрейн трижды врезались баржи:
- 17 января 1960 года — в условиях сильного утреннего тумана пустая баржа столкнулась с мостом. В результате происшествия погибших не было, однако два пролёта моста были разрушены, третий был повреждён.
- 16 июня 1964 года буксир с двумя баржами утром столкнулся с мостом, в результате чего в воду обрушилось 4 пролёта моста. Погибло 6 человек, ехавших в автобусе компании Continental Trailways.
- 1 августа 1974 года сразу несколько барж столкнулось с новой северной секцией моста, в результате было разрушено несколько пролётов, в воду упало несколько автомобилей. Погибло 3 человека.

## Ограничения
В настоящее время ограничение скорости на обоих мостах составляет 65 миль в час во время тумана, дождя или сильного ветра. До 2004 года ограничение составляло 55 миль в час; его повышение связано с необходимостью разгрузить секции моста. Кроме того это позволило сократить время пересечения моста на 4 минуты.